# Gadhada
Gadhada (en guyaratí: ગઢડા ) es una ciudad de la India en el distrito de Botad, estado de Guyarat.

## Geografía
Se encuentra a una altitud de 91 m s. n. m. a 224 km de la capital estatal, Gandhinagar, en la zona horaria UTC +5:30.

## Demografía
Según estimación 2011 contaba con una población de 30 949 habitantes.